# Sylwester Szmyd
Sylwester Szmyd (Bydgoszcz, 2 de marzo de 1978) es un ciclista polaco que fue profesional entre 2001 y 2016.
Debutó como profesional en el año 2001 y durante casi toda su carrera ha militado en equipos ciclistas italianos hasta que en 2013 fichó por el Movistar español.
Después de ocho años de profesional sin victorias se impuso en una etapa de la prueba ProTour Dauphiné Libéré 2009, en una cima tan reputada como el Mont Ventoux y por delante de su compañero de escapada, el español Alejandro Valverde, que premió al polaco con la victoria después de su estrecha colaboración.

## Palmarés
2009
- 1 etapa de la Dauphiné Libéré

## Resultados en Grandes Vueltas y Campeonatos del Mundo
Durante su carrera deportiva consiguió los siguientes puestos en las Grandes Vueltas y en los Campeonatos del Mundo en carretera:
| Carrera         | Carrera         | 2001 | 2002 | 2003 | 2004 | 2005 | 2006 | 2007 | 2008 | 2009 | 2010 | 2011 | 2012 | 2013 | 2014 | 2015 | 2016 |
| --------------- | --------------- | ---- | ---- | ---- | ---- | ---- | ---- | ---- | ---- | ---- | ---- | ---- | ---- | ---- | ---- | ---- | ---- |
|                 | Giro de Italia  | —    | 44.º | 24.º | 42.º | 64.º | 19.º | 28.º | 23.º | 44.º | 60.º | 82.º | 28.º | —    | —    | 45.º | —    |
|                 | Tour de Francia | —    | —    | —    | —    | —    | —    | —    | 24.º | —    | 61.º | 42.º | 71.º | —    | —    | —    | —    |
|                 | Vuelta a España | —    | 29.º | —    | 74.º | 24.º | 14.º | 25.º | —    | 17.º | —    | —    | —    | 45.º | —    | —    | —    |
| Mundial en Ruta | Mundial en Ruta | Ab.  | —    | 57.º | —    | —    | —    | —    | —    | 24.º | —    | —    | —    | Ab.  | —    | —    | —    |

—: no participa

## Equipos
- Tacconi Sport (2001-2002)
  - Tacconi Sport (2001)
  - Tacconi Sport-Vini Caldirola (2002)
- Mercatone Uno-Scanavino (2003)
- Saeco (2004)
- Lampre (2005-2008)
  - Lampre-Caffita (2005)
  - Lampre-Fondital (2006-2007)
  - Lampre (2008)
- Liquigas (2009-2012)
  - Liquigas (2009)
  - Liquigas-Doimo (2010)
  - Liquigas-Cannondale (2011-2012)
- Movistar Team (2013-2014)
- CCC Sprandi Polkowice (2015-2016)